# 国家消防救援局昆明训练总队
25°00′00″N 102°50′05″E / 25.00000°N 102.83472°E
国家消防救援局昆明训练总队，是国家消防救援局直属机构，位于云南省昆明市。

## 沿革
1991年7月13日，经公安部批准，成立公安消防部队昆明指挥学校（简称昆明消防指挥学校）。建校初期，主要面向西部11个省、自治区、直辖市消防部队招收中专学员。
2000年起，根据公安部政治部招生计划，学校开始面向全国消防部队招生。2002年开始招收消防指挥专业大专学员。是当时中华人民共和国唯一一所面向全国消防部队招生，专门培养基层消防指挥干部的学校。
2015年4月28日，教育部发出《教育部关于同意在公安消防部队昆明指挥学校基础上建立公安消防部队高等专科学校的函》（教发函〔2015〕76号），同意公安部《关于申请组建公安消防部队高等专科学校的函》（公政治〔2014〕408号）中提出的在公安消防部队昆明指挥学校基础上建立公安消防部队高等专科学校。教育部在该函中指出，“公安消防部队高等专科学校系专科层次的普通高校，学校应逐步过渡到以实施专科教育为主”。
2015年10月15日，公安消防部队高等专科学校在昆明正式揭牌。新成立的该校设有消防指挥、抢险救援等专业，重点培养优秀消防专业人才和开展消防领域的理论研究、科技创新研究。公安部政治部现役工作办公室主任牟玉昌、公安部消防局政委王沁林参加了成立仪式并揭牌。
2018年10月9日，公安消防部队移交应急管理部交接仪式举行。机构改革后，消防部队现役编制全部转为行政编制，成建制划归应急管理部。机构改革后，该校更名为消防高等专科学校。
2018年10月10日，应急管理部决定，自2018年10月10日零时起，至国家综合性消防救援队伍制式服装配发前，原公安消防部队、武警森林部队和警种学院人员停止使用武警部队制式服装和标识服饰，统一穿着无武警标识的作训服，并在作训服左兜盖上方佩带消防救援队伍身份标识牌。其中，消防高等专科学校学员佩戴干部标识牌。
2019年12月30日，更名为应急管理部消防救援局昆明训练总队，为应急管理部消防救援局直属单位，主要担负全国性消防骨干力量培训、轮训、复训、任职资格评定和特种灾害专业技术训练、跨区域应急救援增援等任务。截至2022年5月31日，原“公安消防部队高等专科学校”尚未注销。

## 历任领导

### 公安消防部队昆明指挥学校
| 公安消防部队昆明指挥学校校长 …… - 李文祥 武警大校（？—？） - 李树 武警大校（？—？） - 刘汉宏 武警大校（？—？） | 公安消防部队昆明指挥学校政治委员 …… - 岳喜强 武警大校（？—？） - 胡玉勤 武警大校（？—？） |

### 公安消防部队高等专科学校
| 公安消防部队高等专科学校校长 - 闫胜利 武警大校（2015年10月15日—2018年10月9日） | 公安消防部队高等专科学校政治委员 - 赵云 武警大校（？—？） - 李瑞丰 武警大校（？—2018年10月9日） |

### 消防高等专科学校
| 消防高等专科学校校长 - [[]] 高级指挥长 | 消防高等专科学校政治委员 - 李瑞丰 高级指挥长（2018年10月9日—2019年12月） |

### 应急管理部消防救援局昆明训练总队
| 应急管理部消防救援局昆明训练总队总队长 - 高永路 高级指挥长（2022年1月—） | 应急管理部消防救援局昆明训练总队政治委员 - 李瑞丰 高级指挥长（2019年12月—2021年1月） - 高永路 高级指挥长（2021年1月—2021年12月） - 关中安 高级指挥长（2022年1月—） |